# مزرعة الحيوان (فلم 1954)
مزرعة الحيوان هو فيلم كوميدي تم إنتاجه في المملكة المتحدة وصدر في سنة 1954.

## وصلات خارجية
- مقالات تستعمل روابط فنية بلا صلة مع ويكي بيانات